# Desa Rejomulyo (administrativ by i Indonesien, lat -7,98, long 111,96)
Desa Rejomulyo är en administrativ by i Indonesien.   Den ligger i provinsen Jawa Timur, i den västra delen av landet, 600 km öster om huvudstaden Jakarta.